# منطقه اجومانی
منطقه اجومانی (به لاتین: Adjumani District) یک سکونتگاه مسکونی در اوگاندا است که در اوگاندا واقع شده‌است.

## خصوصیات
منطقه اجومانی ۳۰۹٬۰۰۰ نفر جمعیت دارد.